# Giles Healy
Giles Greville Healey (New York, 1901 – Bignor, 1980) è stato un esploratore e archeologo statunitense.

## Biografia
Greville Healey studiò in Francia e in Germania e successivamente frequentò la Choate Preparatory School. Si laureò alla Yale University nel 1924 in chimica. 
Nel 1928 fu volontario per una spedizione biennale nell'America Meridionale per raccogliere curaro per utilizzi in medicina; nel corso della spedizione eseguì un intenso lavoro di cartografia del fiume Orinoco per conto della Royal Geographic Society.
Nel 1940 conobbe la sua futura moglie, l'artista Sheila Healey, che sposò nel 1943.
Nel 1944 si trasferì in Messico ed intraprese la carriera di archeologo, interessandosi al mondo dei Maya.
Ebbe grande notorietà per le fotografie scattate nel 1946 delle pitture murali precolombiane del sito maya di Bonampak. Egli registrò le sue scoperte in fotografie e filmati, arrivando alla produzione del film "Maya Through the Ages" (I Maya attraverso le epoche), basato su riprese effettuate durante i 10 anni trascorsi in Guatemala e nella Penisola dello Yucatán. Prima della scoperta delle vivaci pitture murali di Bonampak, datate a circa l'800 d.C., i Mayanisti sostenevano che i Maya Classici sapessero poco della guerra e degli spargimenti di sangue e non praticassero alcun sacrificio umano.
Esperto di navigazione stellare ed ex presidente dell'Institute of Navigation di Washington e Los Angeles, insegnò navigazione per conto della Marina Militare durante la Guerra di Corea. Esperto di ottica ed astronomia, lavorò allo sviluppo di leghe metalliche, incluso col berillio, per il Programma Spaziale.
Parlava sette lingue, tra le quali il lacandone, il dialetto maya tuttora parlato dai Lacandón del Chiapas.